# Vilalonga de Rasés
Vilalonga d'Aude (en francès Villelongue-d'Aude) és un municipi del departament de l'Aude, a la regió d'Occitània.